# Glipa sauteri
Glipa sauteri es una especie de coleóptero de la familia Mordellidae. Presenta las subespecies: Glipa sauteri atripes y Glipa sauteri sauteri.

## Distribución geográfica
Habita en la isla de Formosa y en Laos.